# سیکلید موری
سیکلید موری با نام علمی Variabilichromis moorii گونه ای از سیکلیدهای آب شیرین و بومی دریاچه تانگانیکا در شرق آفریقا است. بدن این ماهی کوچک تخم مرغی است. این ماهی به افتخار جان ادموند شاروک مور (۱۸۷۰–۱۹۴۷) سیتولوژیست، جانورشناس که هنگام رهبری یک سفر به دریاچه تانگانیکا این گونه را کشف کرد، نام‌گذاری شده‌است. بچه‌های موری معمولاً زرد و موری‌های بالغ به رنگ قهوه‌ای تیره تا سیاه هستند. طول کل (TL) در این گونه به ۱۰٫۳ سانتیمتر (۴٫۱ اینچ) می‌رسد. سیکلید موری در حال حاضر تنها عضو این سرده است. موری از جلبک‌ها، زئوپلانکتون‌ها و بی‌مهرگان کف‌زی در بستر دریاچه تغذیه می‌کند. این ماهی در تجارت آکواریوم و ماهیان زینتی نیز یافت می‌شود.